# Champaign (Illinois)
Champaign je grad u američkoj saveznoj državi Ilinois. Prema popisu stanovništva iz 2010. u njemu je živjelo 81.055 stanovnika.